# Agustín Eyzaguirre
Agustín Manuel de Eyzaguirre y Arechavala (Santiago, 3 mei 1768 - aldaar, 19 juli 1837) was een Chileens staatsman. Tussen 1826 en 1827 was hij voorlopig president van Chili.

## Biografie
Hij is de zoon van Domingo de Eyzaguirre y Escutasolo en María Rosa de Arechavala y Alday. Zijn vader, een aristocraat, diende in het Spaanse koloniale bestuursapparaat en was o.a. burgemeester (alcalde) van Santiago.
Eyzaguirre bezocht de beste scholen van de Chileense hoofdstad en studeerde ruim negen jaar Latijn, filosofie en theologie aan het grootseminarie en - naast de genoemde studierichtingen rechten - aan de Universiteit San Felipe. Aanvankelijk voelde hij zich geroepen voor het priesterschap. Na het voltooien van zijn studie (1801) besloot hij evenwel geen priester te worden maar zich te wijden aan het beheer van de landerijen die hem door zijn vader werden nagelaten. Daarnaast ontwikkelde hij zich tot een succesvol zakenman en wist zijn fortuin te vergroten.
Op 23 september 1808 trad hij in het huwelijk met Teresa de Larraín y Guzmán Peralta (1785-1828), afkomstig uit een aristocratische familie. Het echtpaar kreeg tien kinderen.
In 1810 werd Eyzaguirre tot burgemeester (alcalde) van Santiago gekozen. In die functie schaarde hij zich achter de revolutionaire beweging die zich kantte tegen politieke situatie in Spanje, waar Napoleon I de legitieme koning had vervangen door zijn eigen broer, Jozef Bonaparte. In 1812 werd hij in het eerste Nationaal Congres van Chili gekozen. De nieuwe, bonapartistische, Spaanse regering, wilde echter de koloniale macht in Chili herstellen. Bij de aankomst van de Spaanse legers op Chileens grondgebied werd een junta (regering) gevormd waarin ook Eyzaguirre zitting nam (maart 1813 - maart 1814). Als lid van de junta richtte hij zowel de Nationale Bibliotheek als het Nationaal Instituut op. Van 11 januari tot 7 maart 1814 was Eyzaguirre als voorzitter van de Junta van de Regering de facto staatshoofd van Chili.
Na de Slag bij Rancagua en de nederlaag van de revolutionairen werden Eyzaguirre en andere leden van de junta in oktober 1814 gearresteerd en verbannen naar het Juan Fernández-archipel. Hoewel in Spanje na de val van Napoleon de legitieme regering was hersteld, streefden de revolutionairen volledige onafhankelijkheid van Chili na. Vanwege de nederlaag van de Spanjaarden in februari 1817 verkregen Eyzaguirre en andere revolutionairen hun vrijheid terug.
Gedurende de regering van Bernardo O'Higgins (1817-1823) trok Eyzaguirre zich uit het openbare leven terug en wijdde zich vrijwel geheel aan de handel. Hij was oprichter van de Compañía de Calcuta, die  rechtstreekse verzorgde tussen West-Indië en Chili. De handelsmaatschappij ging na enige tijd ter ziele.

### Staatshoofd
Na het aftreden van O'Higgins op 23 januari 1823, vormden Eyzaguirre, José Miguel Infante en Fernando Errázuriz een voorlopige regering (Junta Gubernativa). Van 28 januari tot 4 april 1823 was Eyzaguirre Director Supremo de Chile (opperste directeur van Chili) en daarmee staatshoofd. Een staatsgreep van generaal Ramón Freire in april 1823 maakte een einde aan zijn termijn als Director Supremo. Tijdens het bewind van Freire was Eyzaguirre lid van de Kamer van Afgevaardigden en de Senaat.

### Presidentschap
Op 8 juli 1826 werd Manuel Blanco Encalada gekozen tot president van de republiek en werd Eyzaguirre gekozen tot vicepresident. Na het aftreden van Blanco Encalada in september 1826 volgde Eyzaguirre hem op als voorlopig president van Chili.
Tijdens zijn korte presidentschap kreeg hij te maken met hevige oppositie van de zijde der liberalen van generaal Freire. In januari 1827 begonnen de liberalen een militaire opstand tegen de regering van Eyzaguirre.
Kolonel Enrique Campino organiseerde op 24 januari 1827 een opstand van het garnizoen van Santiago met als doel Eyzaguirre ten val te brengen en te vervangen door de leider van de federalistische liberalen, generaal Francisco Antonio Pinto. Eyzaguirre zou dan onder Pinto vicepresident worden. Campino liet het Congres ontbinden en enkele conservatieve ministers gevangenzetten, zoals Diego Portales en Manuel José Gandarillas. De regering wist echter haar macht te herstellen en nam kolonel Campino gevangen. Na de mislukte staatsgreep besloot Eyzaguirre om aftreden. Op 25 januari 1827 maakte hij als president plaats voor Ramón Freire.

## Samenstelling kabinetten
| Ministerie                    | Naam/Periode                                                          |
| ----------------------------- | --------------------------------------------------------------------- |
| Binnen- en Buitenlandse Zaken | Ventura Blanco Encalada (1826) Manuel José Gandarillas (1826-1827)    |
| Oorlog en Marine              | Tomás Obejero (1826) Luis de la Cruz (1826-1827)                      |
| Financiën                     | Agustín Vial Santelices (1826) Melchor de Santiago Concha (1826-1827) |

### Laatste jaren
Na zijn aftreden trad Eyzaguirre zich terug op zijn haciënda waar hij de rest van zijn dagen sleet. Hij overleed op 19 juli 1837 in Santiago. Hij werd 69 jaar oud.